# Exaesiopus torvus
Exaesiopus torvus är en skalbaggsart som beskrevs av Reichardt 1926. Exaesiopus torvus ingår i släktet Exaesiopus och familjen stumpbaggar. Inga underarter finns listade i Catalogue of Life.